# Jeonbuk Hyundai Motors
Jeonbuk Hyundai Motors Football Club is een Zuid-Koreaanse professionele voetbalclub uit de stad Jeonju. De club speelt in de K-League en Jeonbuk FC heeft als thuisstadion het Jeonju World Cup Stadion, dat 42.477 plaatsen telt.

## Geschiedenis
Jeonbuk FC werd opgericht in januari 1993. In 2000 won de club met de Koreaanse beker de eerste grote prijs. Op 8 november 2006 veroverde Jeonbuk FC de AFC Champions League door in de finale met 3-2 te winnen van Al-Karama uit Syrië. Als Aziatisch kampioen nam de club in december 2006 deel aan het WK voor clubs in Japan. De eerste wedstrijd werd met 1-0 verloren van het Mexicaanse Club América. Uiteindelijk behaalde Jeonbuk FC de vijfde plaats door een 3-0-overwinning op de Nieuw-Zeelandse amateurs van Auckland City FC. Lee Hyun-seung, Kim Hyeung-bum en Zé Carlo maakten de doelpunten voor de Koreaanse club. In 2009 werd de club voor het eerst landskampioen.

## Erelijst
- K League 1

winnaar in: 2009, 2011, 2014, 2015, 2017, 2018, 2019, 2020, 2021
- Koreaanse FA Cup

winnaar in: 2000, 2003, 2005, 2020, 2022;
finalist in: 1999
- Koreaanse supercup

2004
- AFC Champions League

2006, 2016

## Bekende (oud-)spelers
- Kevin Oris
- Lars Veldwijk
- Zé Carlos
- Raphael Botti
- Magno Alves
- Yoon Jong-Hwan
- Cho Sung-Hwan
- Choi Tae-Uk
- Kim Do-Hoon
- Seo Dong-Myung
- Cho Jae-Jin

FC Anyang
Daegu FC
Daejeon Hana Citizen · 
Gangwon FC · 
Gimcheon Sangmu FC · 
Gwangju FC · 
Jeju SK ·
Jeonbuk Hyundai Motors · 
Pohang Steelers ··
FC Seoul · 
Suwon FC ·
Ulsan HD